# Domnina von Terni
Domnina († 269 in Terni) war eine frühchristliche Jungfrau, Märtyrin und Heilige.
Das Martyrium der Domnina erfolgte gemeinsam mit dem des Heiligen Valentin von Terni und anderer Glaubensgenossen. Im Martyrologium Romanum werden dagegen der Bischof Proculus sowie zehn andere Jungfrauen erwähnt, die als Gefährtinnen gemeinsam mit Domnina hingerichtet wurden.
Domnina wird als Heilige verehrt. Ihr Gedenktag ist der 14. April.